# Colección de Títeres Francisco Peralta
La colección de Títeres Francisco Peralta es un museo ubicado en el interior de la Puerta de Santiago en la ciudad de Segovia (España). El museo fue abierto en 2014.
El museo se compone de una colección de 38 títeres donados por el marionetista Francisco Peralta (Cádiz, 1930 - Sepúlveda, 2018), quien fue el primer titiritero en conseguir la Medalla de Plata al Mérito en las Bellas Artes. La esposa del maestro, Matilde del Amo, fue la responsable del vestuario y los complementos textiles de las escenas. 

## Salas del museo
El museo ocupa los dos pisos del cubo que forma la Puerta de Santiago.  En el museo hay paneles explicativos que cuentan el argumento de cada obra y el carácter de cada personaje.
En la planta baja hay marionetas construidas por alumnos del marionetista Francisco Peralta.
En la planta superior se encuentran los títeres de mayor tamaño. También hay una proyección audiovisual donde Francisco Peralta aparece manejando una marioneta con un rango amplio de movimientos.

## Marionetas
Los títeres comenzaron a ser diseñados y elaborados por Francisco Peralta a partir de los años 50 del siglo XX, compaginando las representaciones con su actividad artística y la docencia. 
El cuerpo de los muñecos está fabricado con madera, vendas, escayola y cola de conejo; se le añaden materiales domésticos reciclados, tela y elementos de metal. Las marionetas presentan distintos sistemas de manipulación: hilos, engranajes y articulaciones, maquinarias, varillas, asas o peanas.
Las marionetas representan personajes de obras de teatro tomados del romancero popular, argumentos musicales de autores consagrados la literatura clásica y la narrativa infantil de calidad. Entre los personajes, aparecen la Condesita del Romance del Conde Flores; la Belisa relacionada con Los melindres de Belisa de Lope de Vega; el rey Carlomagno y Melisendra de El retablo de Maese Pedro creado por Falla a partir de un episodio del Quijote; don Gaiferos; el clérigo ignorante; Arlequín; personajes del cuento La Noche; el Colás relacionado con Bastien y Bastienne, ópera de Mozart; los ratones del cuento Frederick, etc.